# نگار آذربایجانی
نگار آذربایجانی (زادهٔ ۴ اسفند ۱۳۵۲ در تهران) کارگردان و فیلم‌نامه‌نویس اهل ایران است.

## فیلم‌شناسی

### کارگردان
- فصل نرگس (۱۳۹۴)
- آینه‌های روبرو (۱۳۸۸)

### نویسنده
- فصل نرگس (۱۳۹۴)
- آینه‌های روبرو (۱۳۸۸)

### بازیگر
- نسل سوخته (۱۳۷۸)
- تهران ۱۱–۵۹۵ ج ۴۸ (۱۳۷۵)

### تدوین
- آینه‌های روبرو (۱۳۸۸)